# École de Fontainebleau

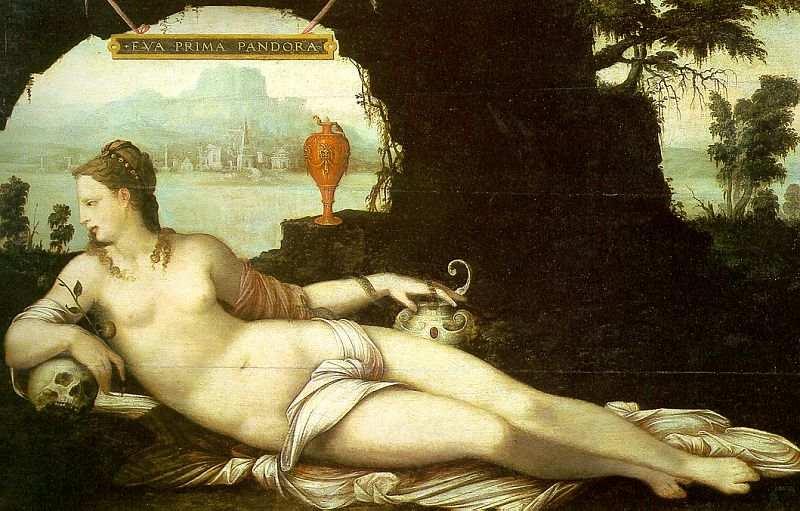
Eva prima Pandora par Jean Cousin l'Ancien (peinture à l'huile sur panneau de bois de, vers 1550, musée du Louvre).

Pour les articles homonymes, voir Fontainebleau (homonymie).
L'École de Fontainebleau est le nom donné à deux périodes de l'histoire de l'art français, qui dominèrent la création artistique française au XVIe et XVIIe siècles, et qui figurent parmi les exemples les plus aboutis de l'art de la Renaissance française.
Centrée autour des peintres travaillant principalement à la décoration du château de Fontainebleau, cette école se caractérise par une interprétation française mesurée du maniérisme.
L’appellation donnée à ce mouvement artistique ne date pourtant que du XIXe siècle, employée la première fois en 1818 par l’historien Adam Bartsch (1757-1821), dans ses travaux sur la gravure (1803-1821), afin de désigner les estampes réalisées par un groupe d’artistes dans les années 1540, sous l’influence de deux maîtres italiens œuvrant au château de Fontainebleau : le Rosso et Primatice.
Par extension, ce terme s’est appliqué à toutes les formes d’art qui se sont épanouies à Fontainebleau, et un peu plus tard, dans le même esprit, à Paris.

## La Première École de Fontainebleau (1526-1570 environ)

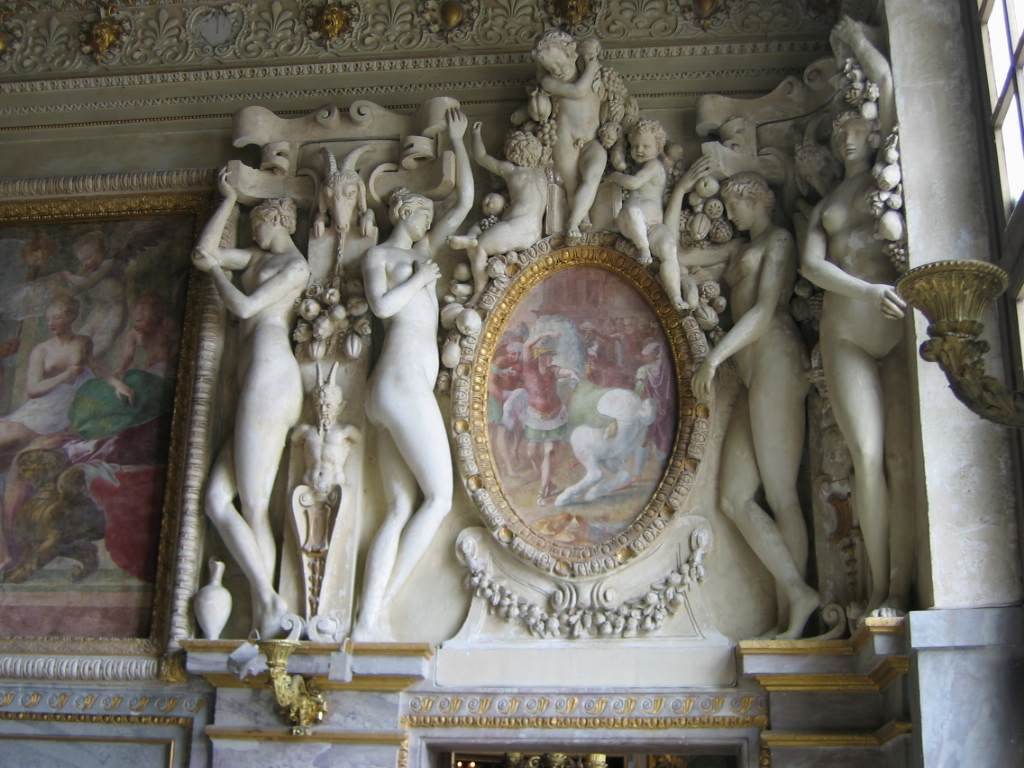
Alexandre domptant Bucéphale du Primatice, ancienne Chambre de la Duchesse d'Étampes (Fontainebleau, 1552).
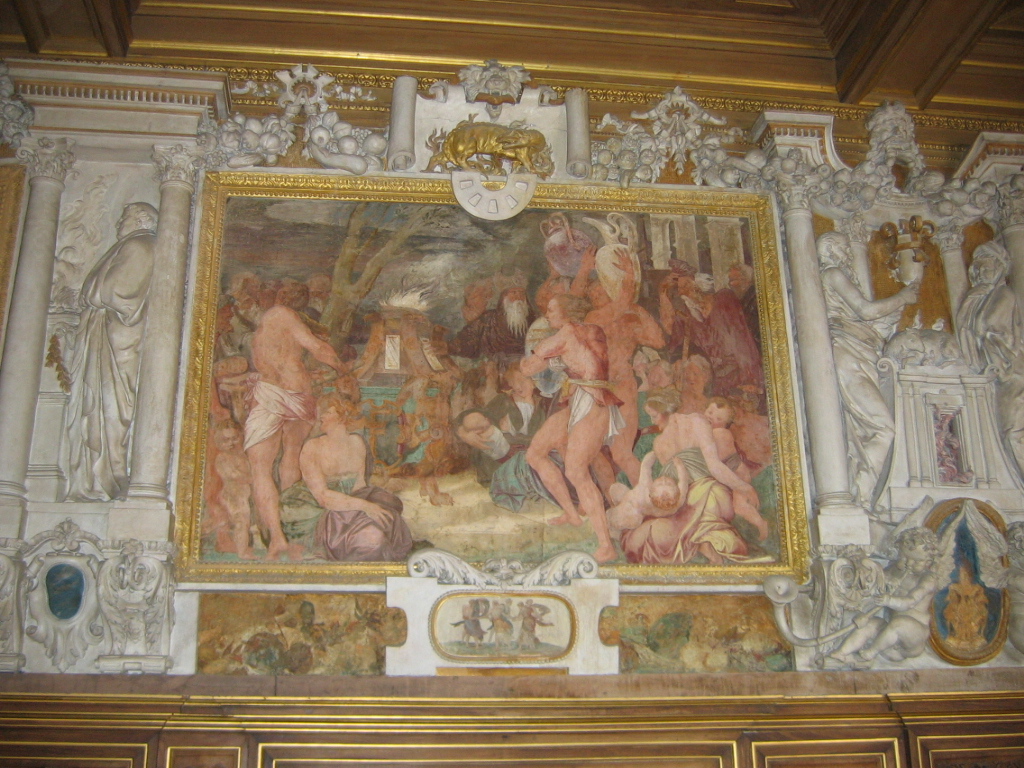
Le Sacrifice de la galerie François-Ier de Rosso Fiorentino à Fontainebleau (1534-1539).
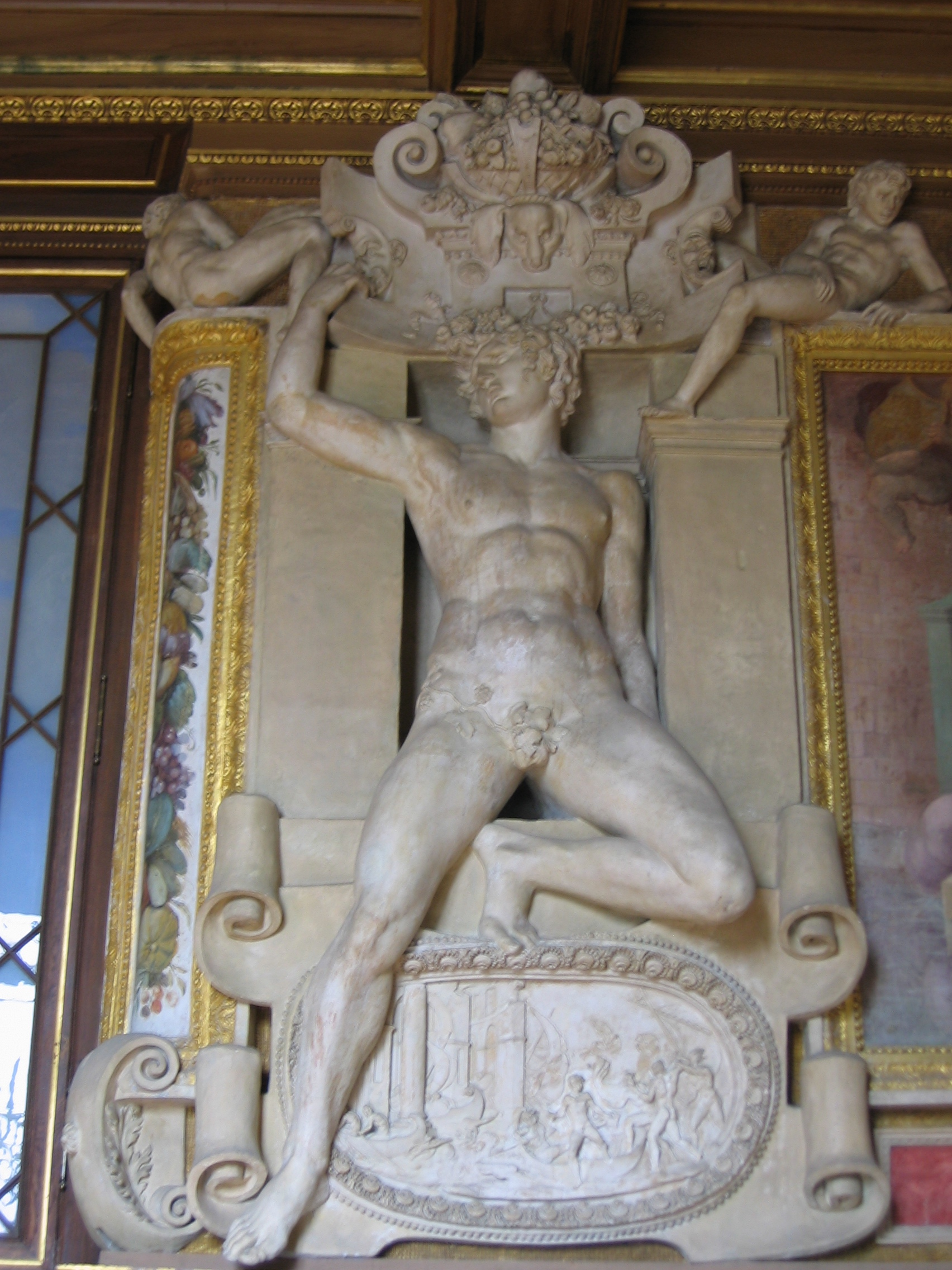
Stuc représentant un jeune homme de la galerie François Ier.
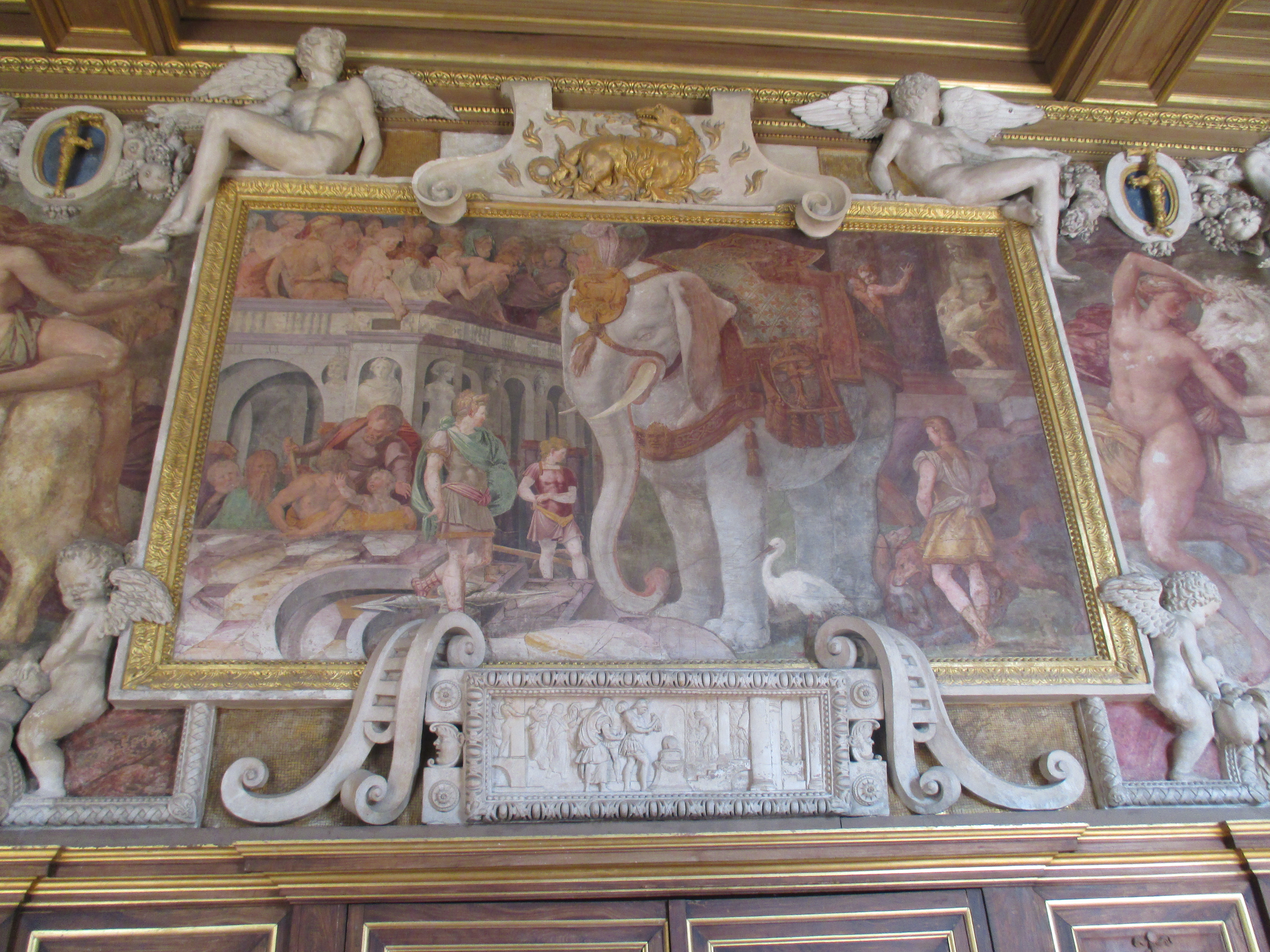
Éléphant à fleurs de lys de la galerie François-Ier de Rosso Fiorentino au château de Fontainebleau (1534-1539).
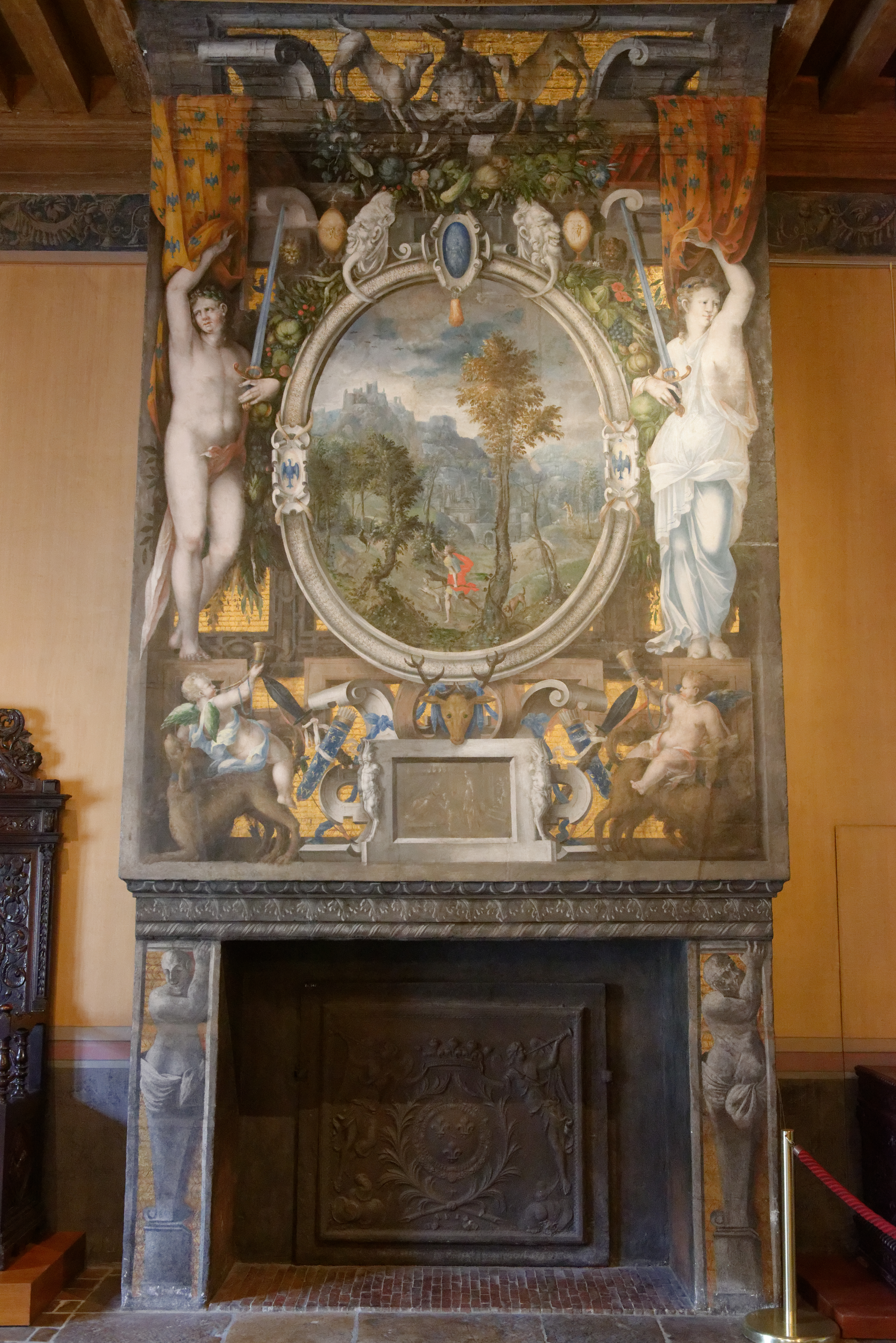
Chambre d'Anne de Montmorency (1555, Château d'Écouen).
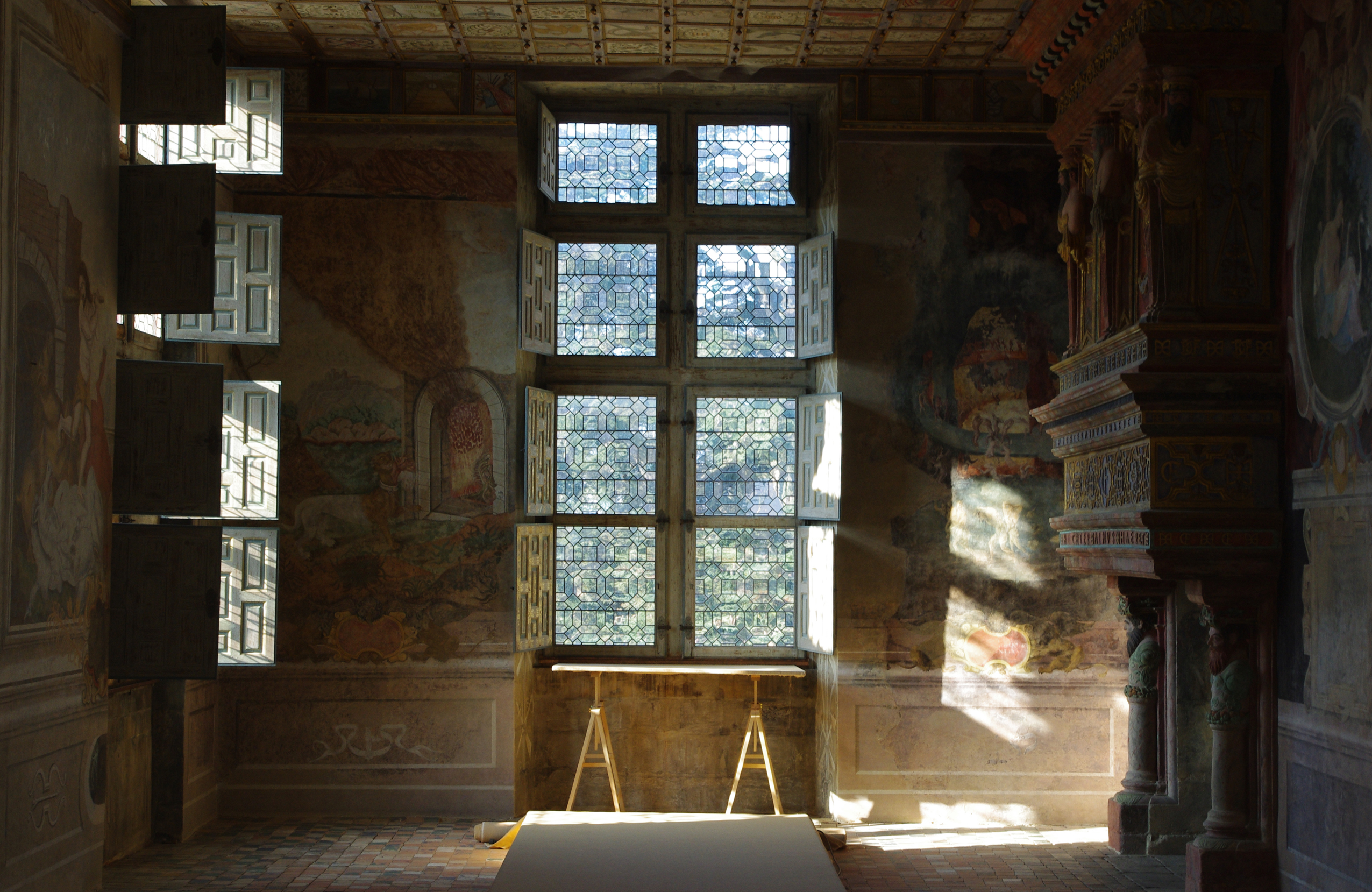
Extrémité de la Galerie du Château d'Oiron par Noël Jallier (1547-1549).
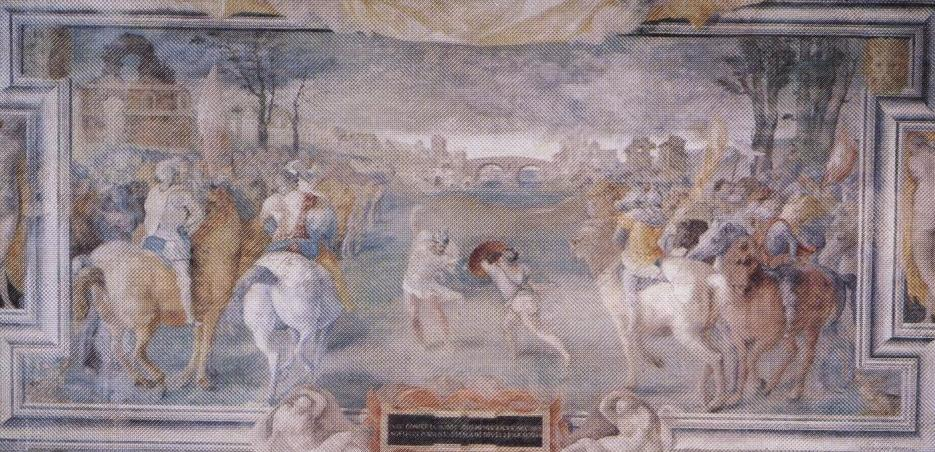
Galerie du Château d'Oiron par Noël Jallier : Pâris et Ménélas (1547-1549).
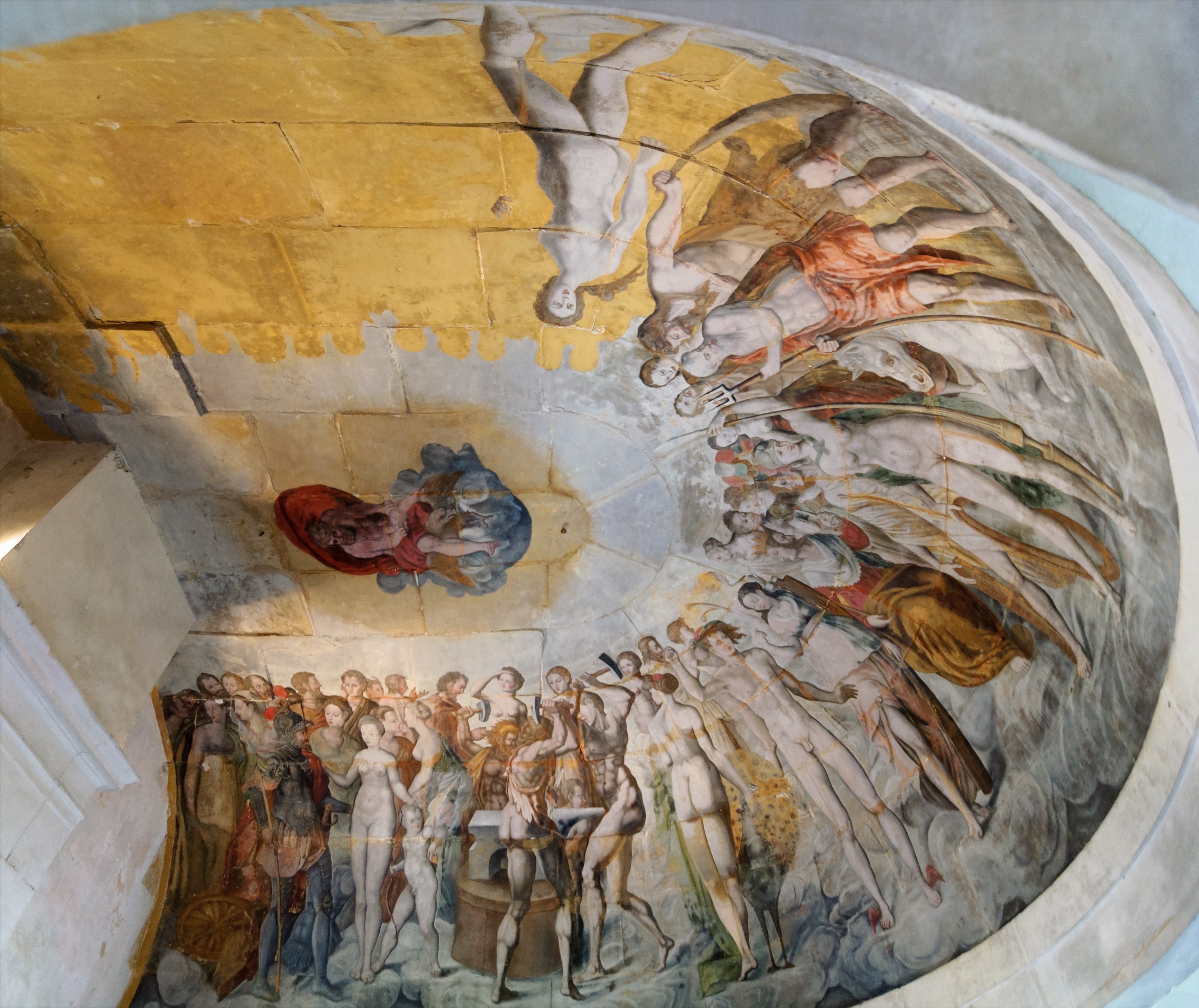
L'Olympe, Tour de la Ligue du Château de Tanlay (vers 1558).

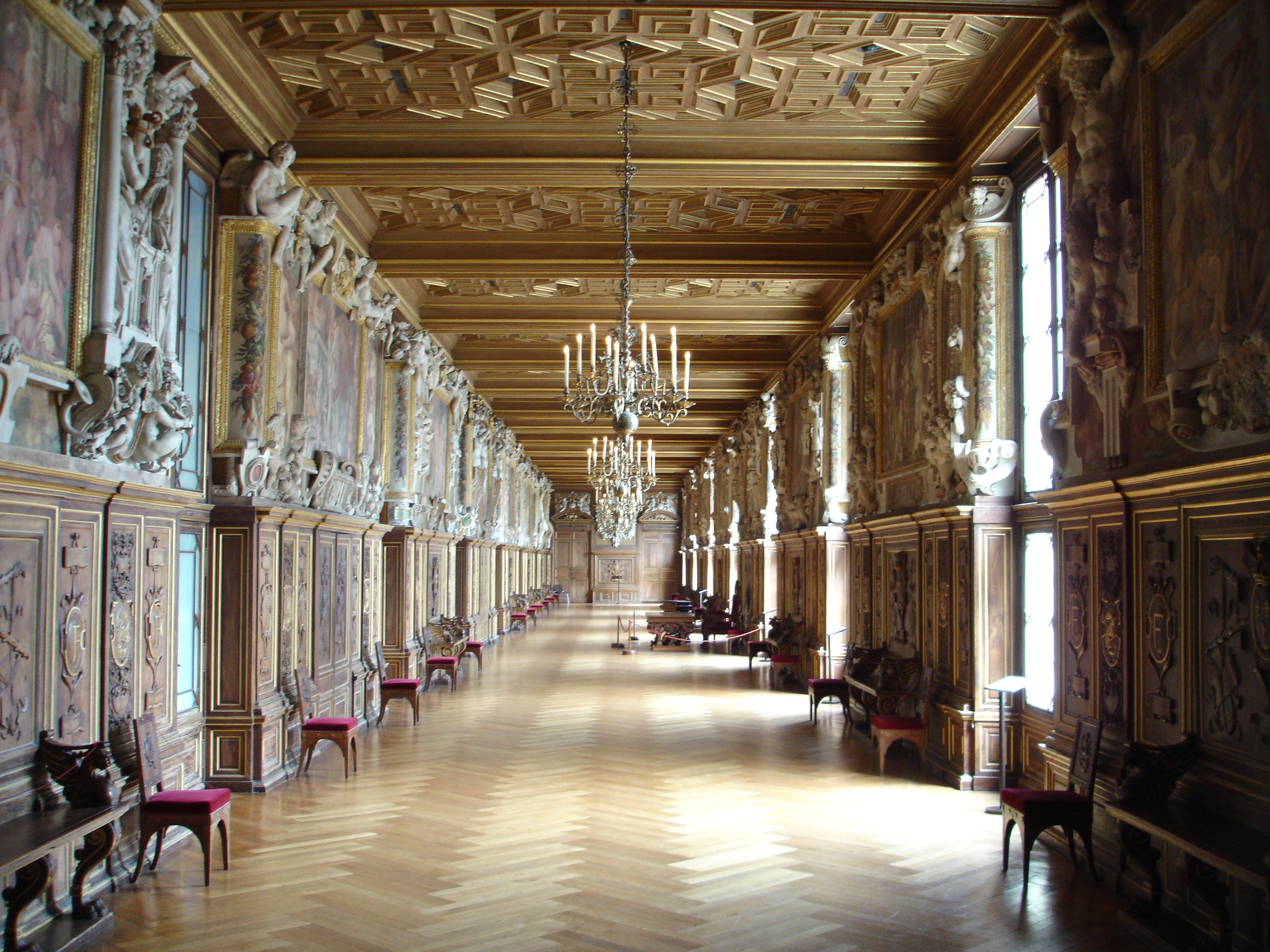
Galerie François Ier de Rosso Fiorentino et Scibec de Carpi au Château de Fontainebleau (1534-1539).

En 1526 alors qu'il rentre à peine de captivité, François Ier fait venir d'Italie un groupe important d'artistes italiens pour embellir son Palais de Fontainebleau. Il crée ainsi de ses vœux, une sorte de "nouvelle Rome", que l'on appellera l'École de Fontainebleau, avec un cercle intellectuel et artistique influent.
À partir de 1530, sous l'influence des Italiens Rosso Fiorentino et Le Primatice, sont lancées les grandes formules d'un style décoratif qui va s'imposer à toute l'Europe. Leur grande innovation dans la décoration intérieure est l'alliance, pour la première fois en France, d'ornements ou de figures de stuc avec des fresques et des lambris boisés.
Parmi les sujets de prédilection, on retrouve les tableaux mythologiques ou allégoriques, inspirés de l'Antiquité, où les nus sont traités avec élégance. Grâce au Rosso, la Première École de Fontainebleau développe les capacités décoratives du cartouche en l'associant aux enroulements et aux souples découpages du cuir. Cette formule inédite va connaître un succès universel.
Dans la Galerie François Ier, cette introduction nouvelle du stuc permet d'enrichir les fresques ou les médaillons de bordures en haut-relief. Ce système d'encadrement, créé à l'instigation du Rosso, s'anime ici de figures, de putti, de guirlandes de fruits, de bucranes, de satyres ou de mascarons, au milieu de l'ondulation des cuirs et des trouées des niches. Ces stucs tantôt blancs, tantôt peints et dorés, encadrent des figures allégoriques, tout en créant des jeux d'ombres et de lumière.

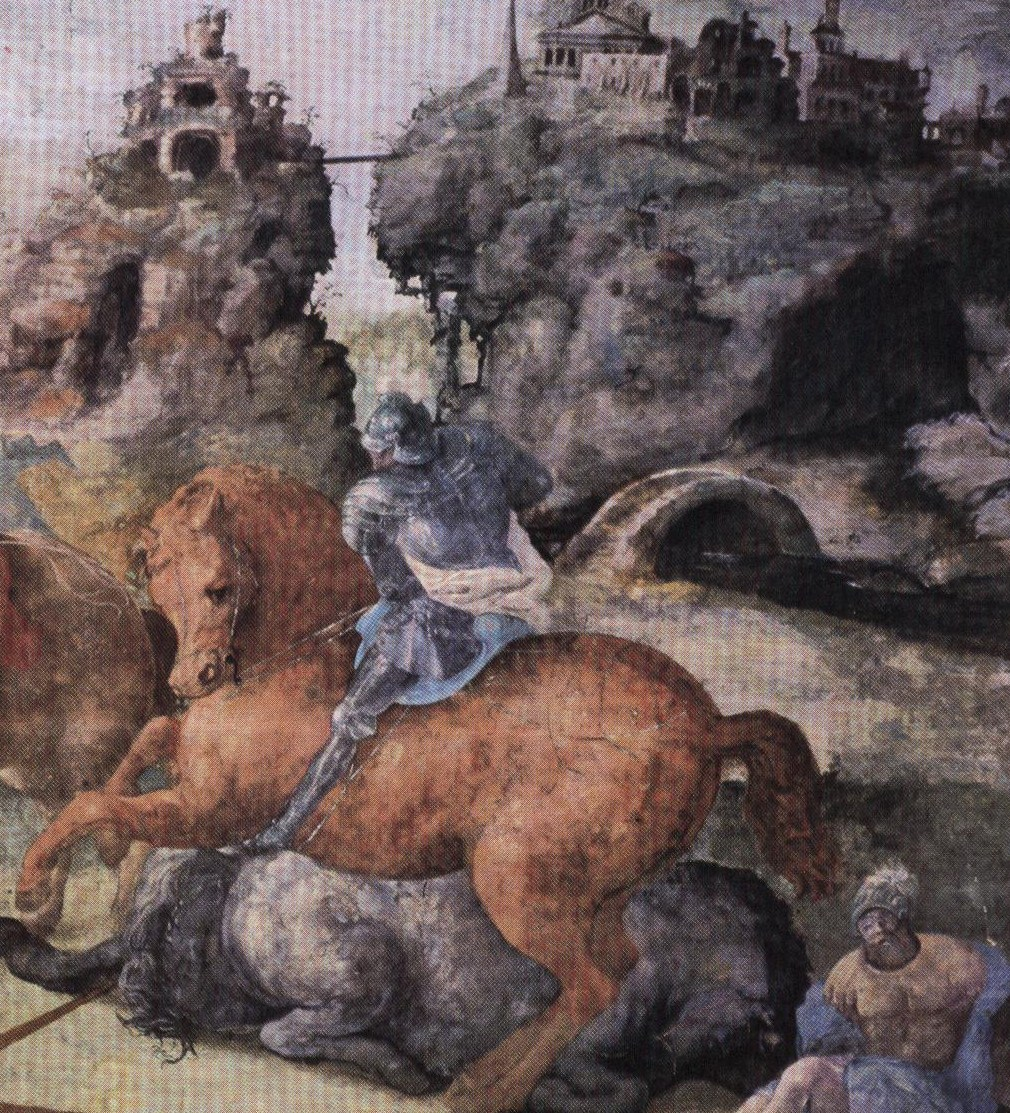
La Mort d'Hector, fresque de Noël Jallier au château d'Oiron (1547-1549).

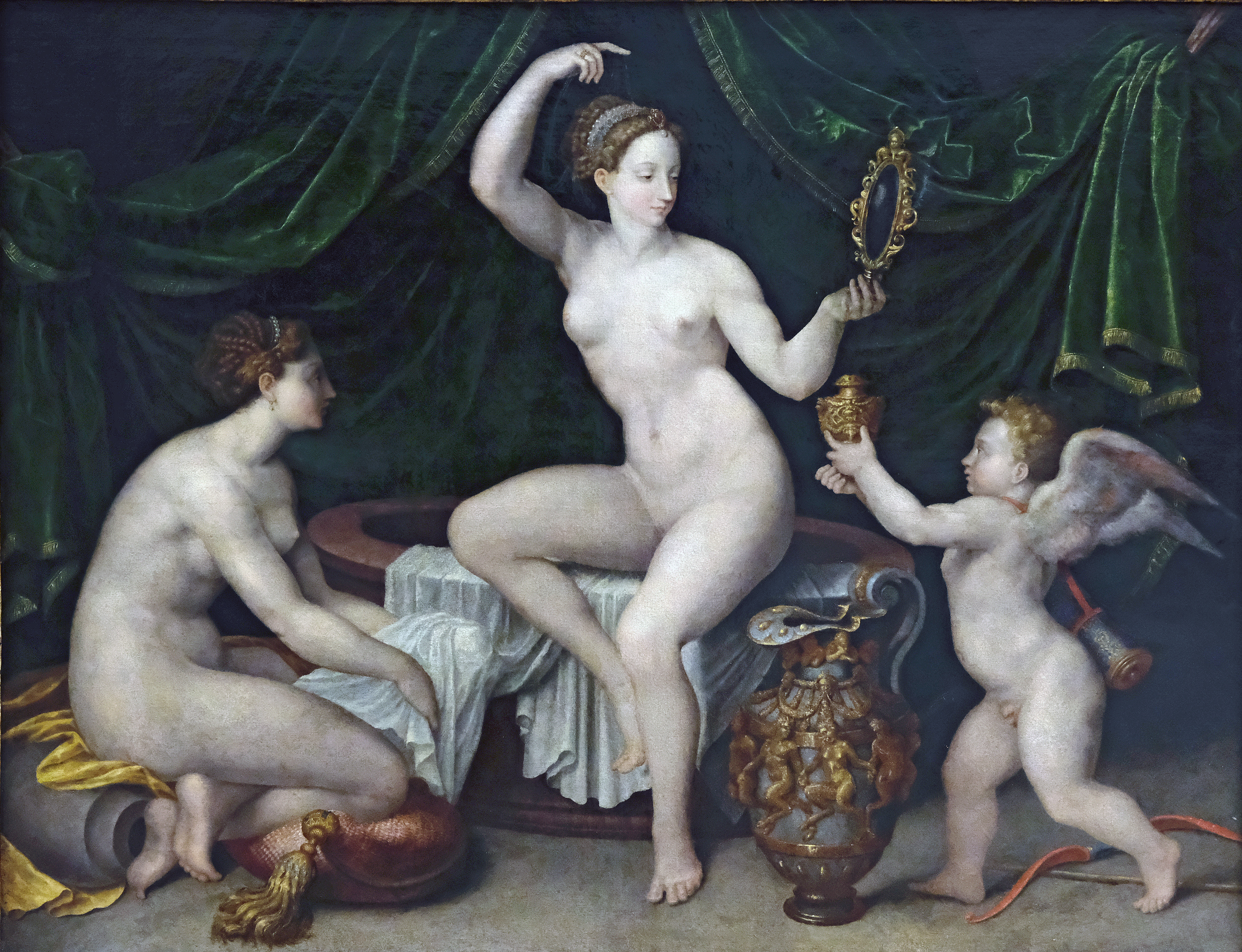
Vénus à sa toilette, anonyme (milieu du XVIe siècle, musée du Louvre).

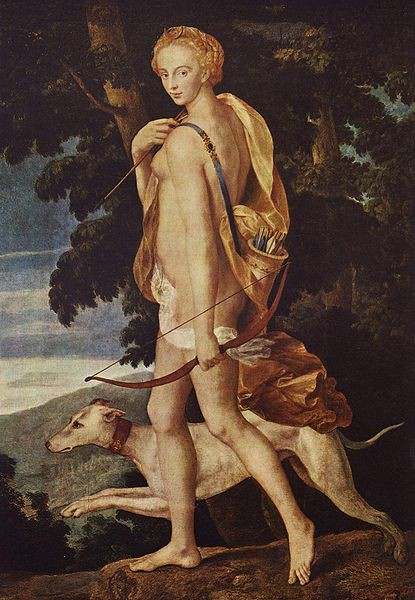
Diane chasseresse, anonyme de l'École de Fontainebleau, (vers 1550, musée du Louvre).

Œuvre d'un Italien, mais impensable en dehors du contexte français, la Galerie François Ier se révèle alors comme un vaste ensemble destiné à la glorification de la monarchie française. Immédiatement admirée par les étrangers, et en premier lieu par les Italiens, elle fait brusquement de Fontainebleau un centre artistique majeur, telle une « nouvelle Rome », réalisant par là même, la grande ambition du roi qui s'y fait représenter en « vainqueur de l'Ignorance ».
Ce type nouveau de galerie impose en France un monde imaginaire inédit : la cour, habituée jusqu'ici aux décors des tapisseries à sujets religieux ou héroïques, découvre l'univers de la Fable et ses nudités provocantes. Une telle œuvre dut faire sensation et précipiter l'évolution des esprits.
Après la mort du Rosso en 1540 Le Primatice prend la direction des travaux de Fontainebleau, assisté par Nicolò dell'Abbate.
L'achèvement du décor de la chambre de la duchesse d'Étampes, lui donne l'occasion de réaliser un vaste ensemble décoratif, dont les cycles allégoriques mettent en premier plan la figure humaine. Pour autant, celle-ci se voit traitée comme un élément décoratif parmi tant d'autres, devant, au même titre que les guirlandes ou les cartouches, se plier à la formulation d'ensemble et aux exigences de la composition. Son échelle et son canon suivent ainsi les impératifs de l'effet d'ensemble. D'une manière générale, c'est le Maniérisme italien, introduit et renouvelé par le Rosso et Le Primatice qui commande l'aspect fluide et allongé des figures, en particulier lorsqu'il s'agit du nu féminin qui se voit animé alors par la "ligne serpentine".
Au-dessus des lambris de cette chambre, se développent des scènes érotiques inspirées de la vie d'Alexandre le Grand. Cette série de fresques, réalisées entre 1541 et 1544, tire aussi bien son inspiration des réalisations de Raphaël que de la luxure de François Ier : roi libertin aux nombreuses maîtresses (il en aurait eu 27 à la fois), il aurait affirmé à Brantôme : « Une cour sans dames, est comme un jardin sans fleurs ». Restés un temps inachevés, ces décors sont complétés à partir de 1570 par Niccolo dell'Abate, afin de parchever les travaux de l'aile de la Belle-Cheminée. Parmi ces œuvres, nous sont parvenues du Primatice : Alexandre domptant Bucéphale, Le Mariage d'Alexandre et Roxane et Alexandre épargnant Timoclée, complétées par celles de Niccolo dell'Abate dont : Alexandre fait sceller dans un coffret les œuvres d'Homère et Thalestris monte dans le lit d'Alexandre.
Un peu plus tardive, la Salle de Bal, prend un parti différent, Le Primatice étant alors supplanté par Philibert Delorme. Les fenêtres ici vitrées permettent le développement de fresques au-dessus d'un haut lambris de menuiserie. Un plafond à caissons élaboré par Scibec de Carpi complète l'ensemble. Au fond se détache une gigantesque cheminée encadrée de deux satyres en bronze, dont l'éclectisme jouant avec les formes, la lumière et les matériaux, dénote un style maniériste italien. Dans les embrasures des fenêtres, apparaissent des décors peints de scènes mythologiques inspirées de l'Histoire de la guerre de Troie et réalisées par Niccolò dell'Abbate, qui travaille parallèlement pour Anne de Montmorency (Enlévement de Proserpine, ou Histoire d'Euridyce).
Ces réalisations bellifontaines influencèrent alors grandement les artistes français, tels Jean Goujon, Antoine Caron ou encore Noël Jallier. Parfois d'ailleurs, on associe à l'École de Fontainebleau d'autres artistes invités par François Ier tels que Benvenuto Cellini ou Girolamo della Robbia. Un certain nombre de ces personnalités, influencées par l'art italien, se mettent alors à participer à la décoration intérieure du château d'Écouen en cours d'édification. De manière générale, si l'esprit des éléments décoratifs reste fidèle aux réalisations de Fontainebleau, les compositions de ce nouveau chantier voient une évolution dans le traitement des stucs, remplacés progressivement par des trompe-l'œil.
Reprenant les parties pris de la Salle de bal de Fontainebleau, les pièces du Château d'Ancy-le-Franc sont ornées de hauts lambris surmontés de fresques attribuées en grande partie au Primatice ou à d'autres peintres de Fontainebleau. Leur style particulier témoigne ici encore de l'influence exercée par les demeures royales sur l'ensemble des productions artistiques du moment.
Vers le milieu du XVIe siècle, alors que le marché de l'estampe est en pleine explosion, les peintures réalisées par cette école sont copiées en eaux-fortes, apparemment à l'occasion d'un bref programme organisé en incluant les peintres eux-mêmes. L’art du vitrail en est touché, le meuble copie les motifs les plus célèbres. Les sculpteurs, même les plus grands, n’y sont pas insensibles. C'est ainsi que les patrons exécutés par les artistes de Fontainebleau pour les tapissiers, les orfèvres et les émailleurs contribuèrent naturellement à l’étroite interdépendance des arts à cette époque.
Loin de disparaître à la mort de ses deux derniers créateurs l'École de Fontainebleau survit, parfois d’une façon très archaïque, jusqu’à la fin du siècle. Son emprise sur l’art français est étonnante : On le note jusqu'en Province dans les fresques du château d'Oiron puis de Tanlay. C'est ainsi qu'en mélant les influences bellifontaines et romaines, la galerie du Château d'Oiron (1547-1549) réalisée par Noël Jallier sur le thème de l’Énéide et de l’Iliade, fait la synthèse entre la France et l'Italie. On retrouve d'ailleurs les cavaliers italiens ainsi qu'une grande fougue dans l'action des personnages, inspirée du Rosso, tandis qu'un poétique sfumato envahit les paysages romains.
Enfin, au château de Tanlay, les fresques de la voûte en coupole de l'étage supérieur de la Tour de la Ligue, représentent avec la même ligne serpentine, des personnages de la cour de France, travestis sous les traits de dieux de l'Olympe.
Malgré la diversité des partis décoratifs, le grand nombre des techniques utilisées et le caractère cosmopolite d'un milieu qui réunit aussi bien des artistes italiens, français ou flamands, les productions de l'École de Fontainebleau présentent une grande unité de style, marqué par une conception commune de la figure et de l'ornement. Le monde qui naît de cet accord n'ayant aucun équivalent en Italie, il faut admettre qu'un climat propre à la cour de France, fastueux, sensuel, élégant, a orienté dans une direction nouvelle le génie de Rosso et du Primatice.

## La Seconde École de Fontainebleau (1570-1617)

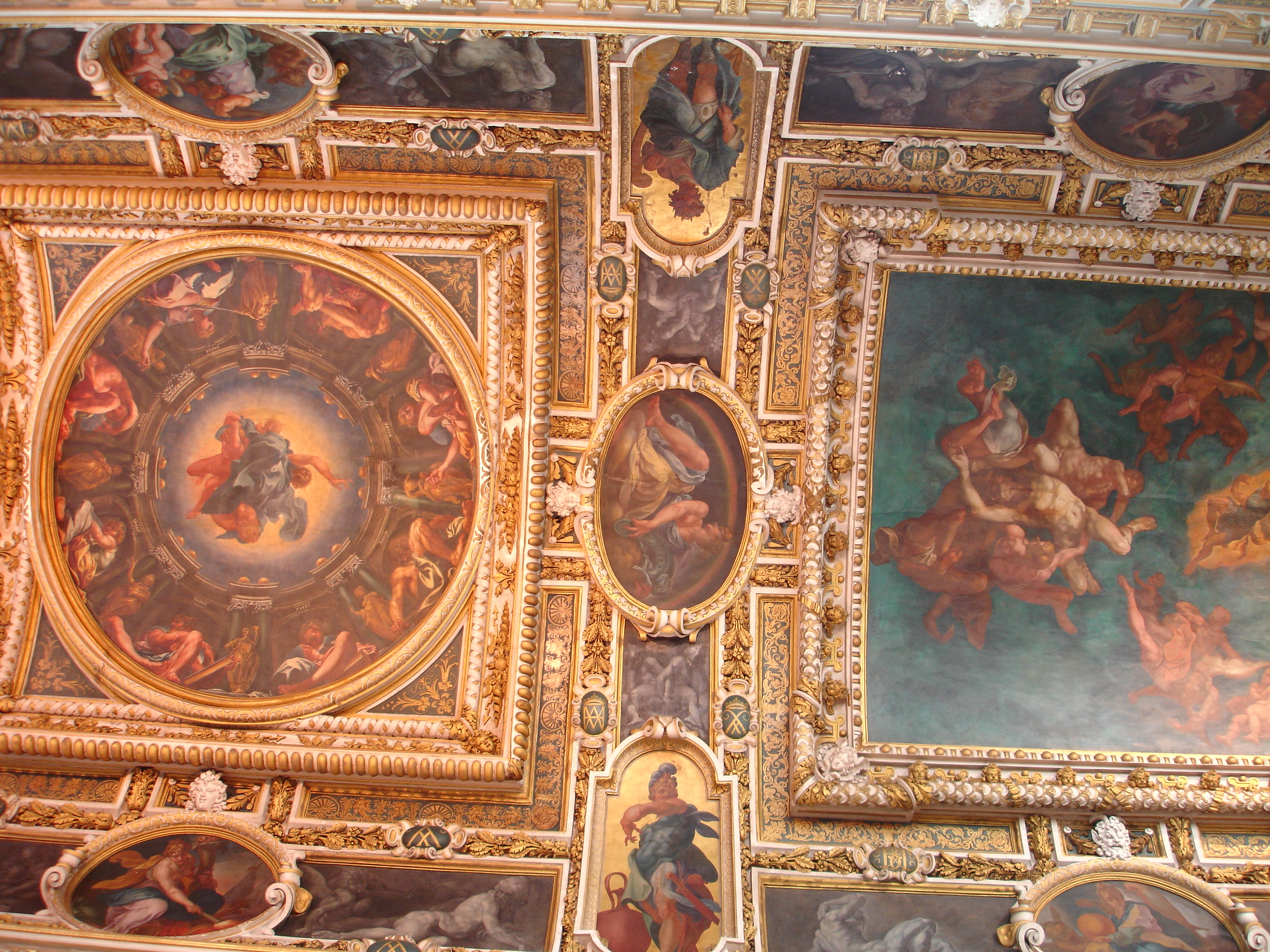
Le Plafond de la Chapelle de la Trinité par Fréminet (1608-1619, Fontainebleau).
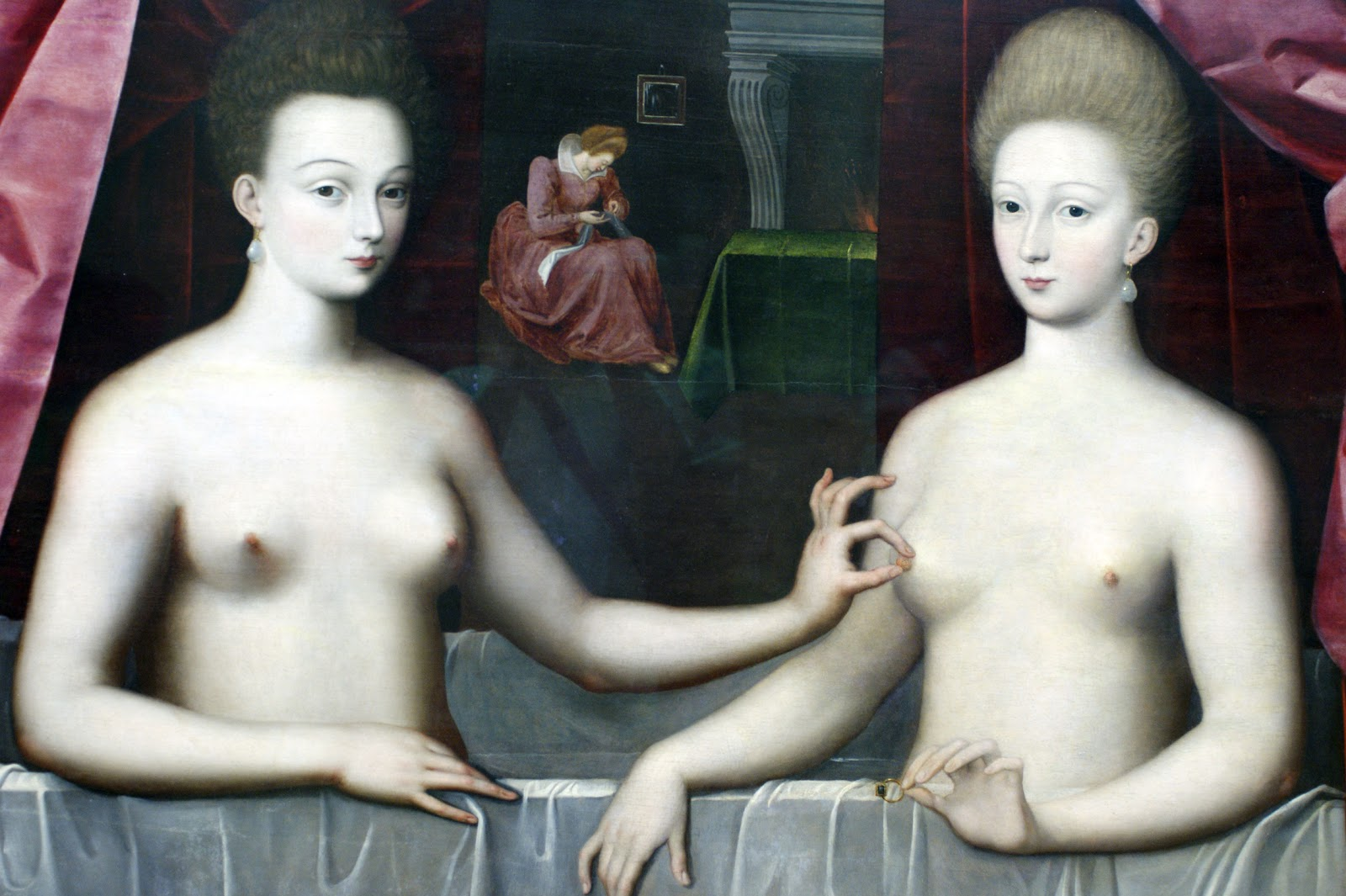
Portrait présumé de Gabrielle d'Estrées et de sa sœur la duchesse de Villars, anonyme (vers 1594, musée du Louvre).
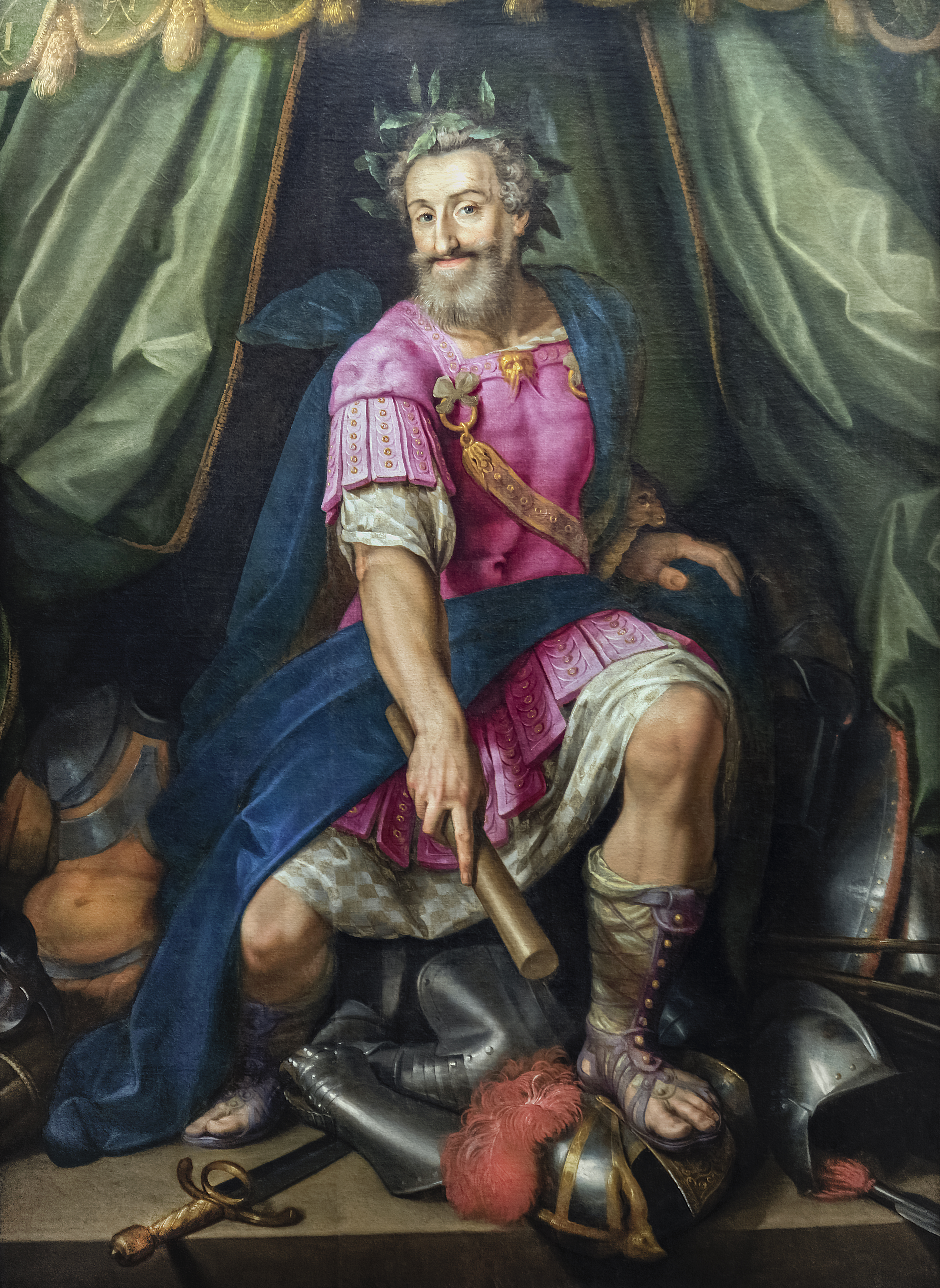
Henri IV en Mars, par Jacob Bunel (vers 1605-1606, Pau).
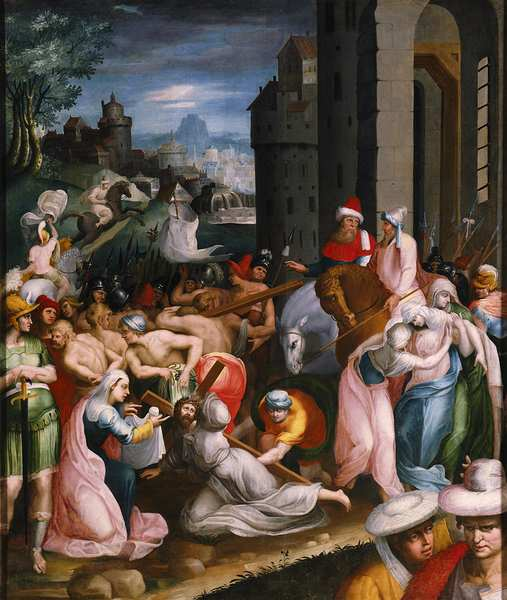
La montée au calvaire par Toussaint Dubreuil (fin du XVIe siècle, château d'Écouen).
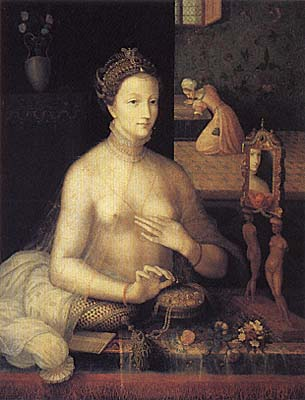
La Dame à sa toilette, Anonyme (1580, Beaux arts de Dijon).
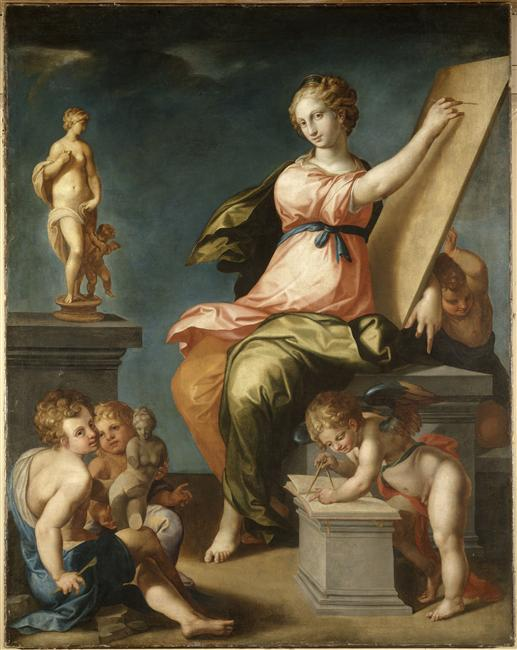
Allegorie de la Peinture et de la Sculpture, Ambroise Dubois (1543-1614, Fontainebleau).
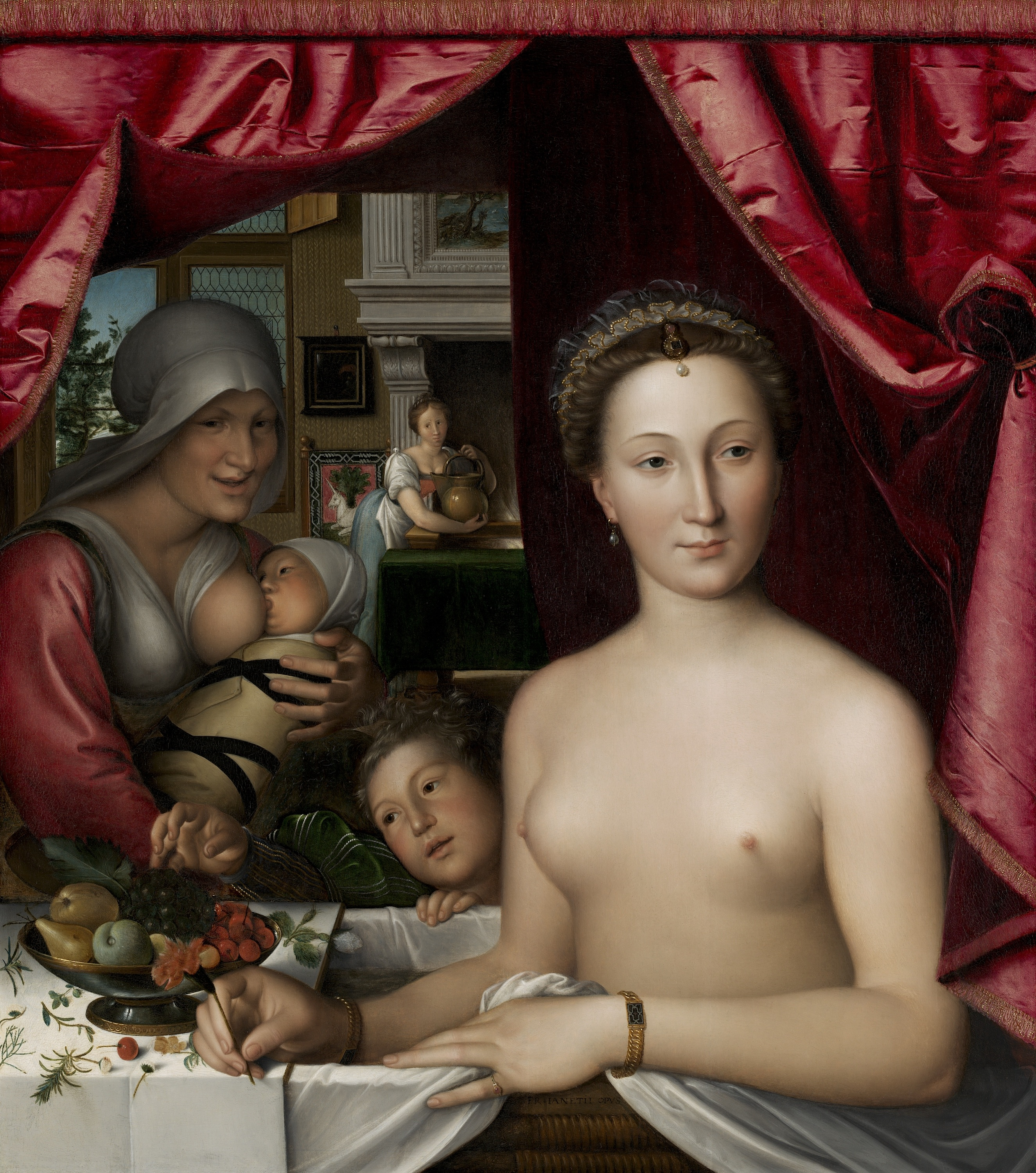
La Dame au bain, François Clouet (vers 1580, Washington).
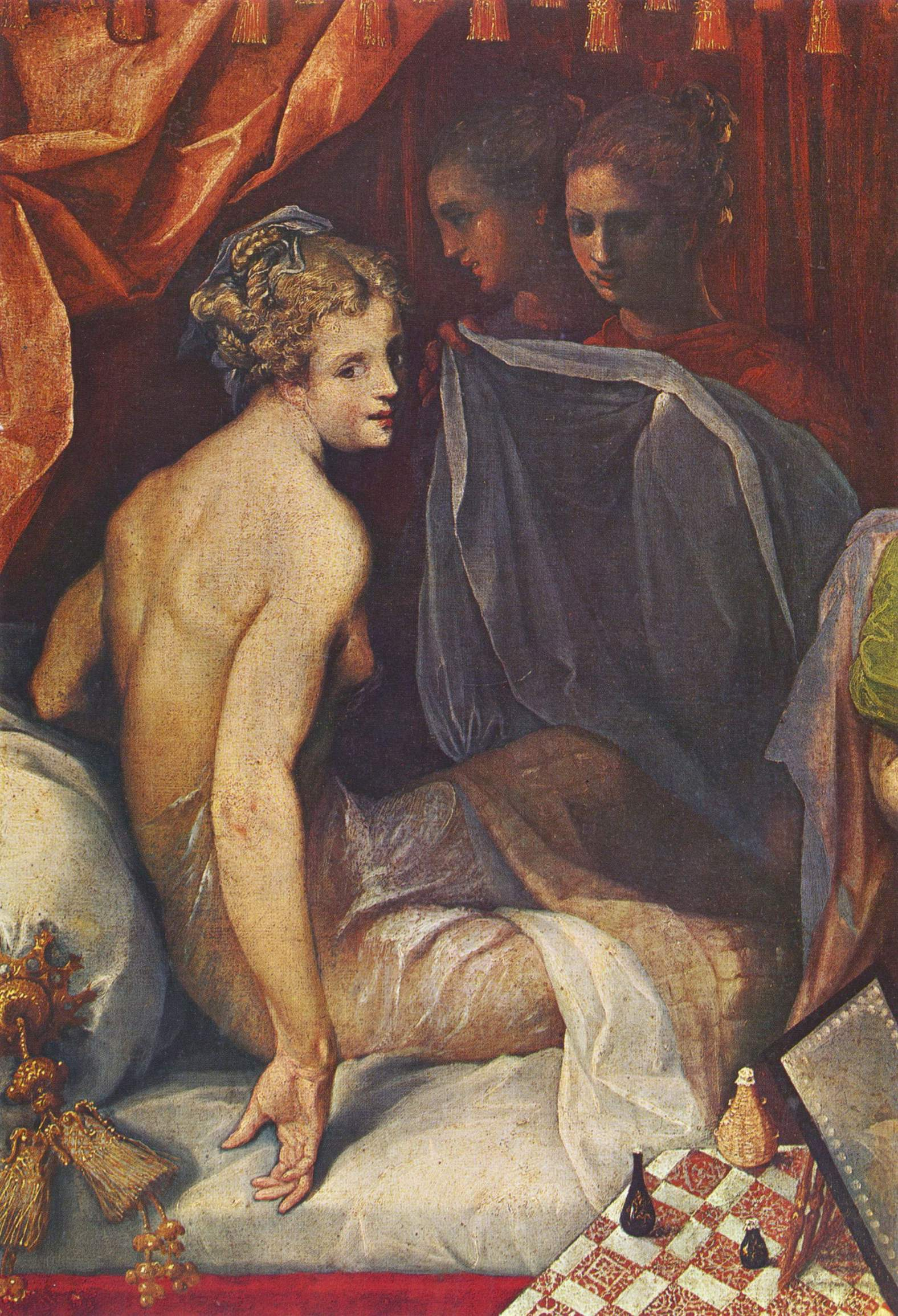
La toilette de Hyante et Climène, Toussaint Dubreuil (fin du XVIe, Louvre).

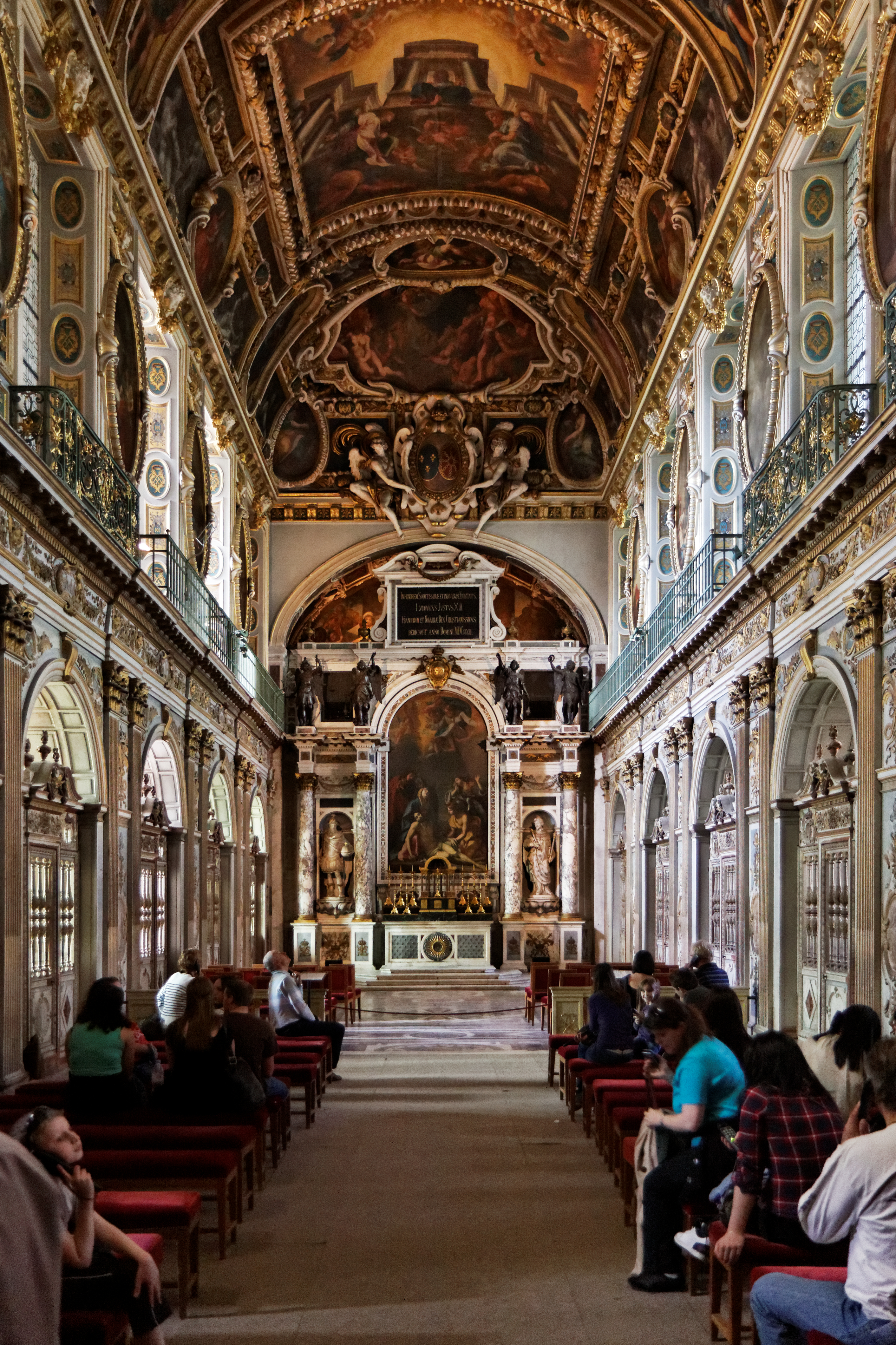
Le Plafond de la Chapelle de la Trinité par Fréminet (Fontainebleau, 1608-1619).

À partir du règne d'Henri IV se développe un style maniériste tardif parfois qualifié de «Seconde école de Fontainebleau». En écho à la première, elle désigne principalement les peintres qui furent actifs sur les chantiers royaux. Au cours du règne d'Henri IV (1589-1610) et de la régence de Marie de Médicis (1610-1617). Le champ d'activité de cette seconde école a, lui aussi, largement débordé le cadre du seul château de Fontainebleau ; sa part était grande dans la décoration du Louvre et de Saint-Germain-en-Laye, sans oublier les travaux effectués pour la manufacture royale des Tapisseries. Cette nouvelle équipe se démarque pourtant de la précédente, par son grand nombre d'artistes d'origine flamande et d'une façon plus générale, par une influence nordique plus prononcée, pouvant s'expliquer par les circonstances politiques de l'époque.
Faisant suite à une longue période de troubles liés aux guerres de religion, le renouveau des arts se manifeste de manière particulièrement éclatante dès le règne d’Henri IV, en touchant tous les domaines : peinture, sculpture, architecture, art du livre mais également art des jardins et arts de cour, dont les ballets et les entrées triomphales.
Renouant avec l’époque de François Ier, le roi s’emploie à faire de nouveau rayonner les arts français par un mécénat important. Afin d'attirer à nouveau les artistes ayant fui Paris, il s'emploie dès les années 1590, à les faire contribuer à la renommée du royaume en les impliquant dans des programmes ambitieux (Galerie de Diane, Galerie des Cerfs, Pavillon des Poêles, Château Neuf de Saint-Germain-en-Laye, etc.). Henri IV, premier roi de la dynastie des Bourbons mais aussi héritier du trône des Valois, n’a de cesse de rappeler la légitimité de ce pouvoir durement acquis. Fontainebleau fait ainsi partie de ces chantiers inachevés sous les Valois que le roi tient à terminer tout en aidant parallèlement la capitale à reconquérir sa primauté dans le domaine artistique.

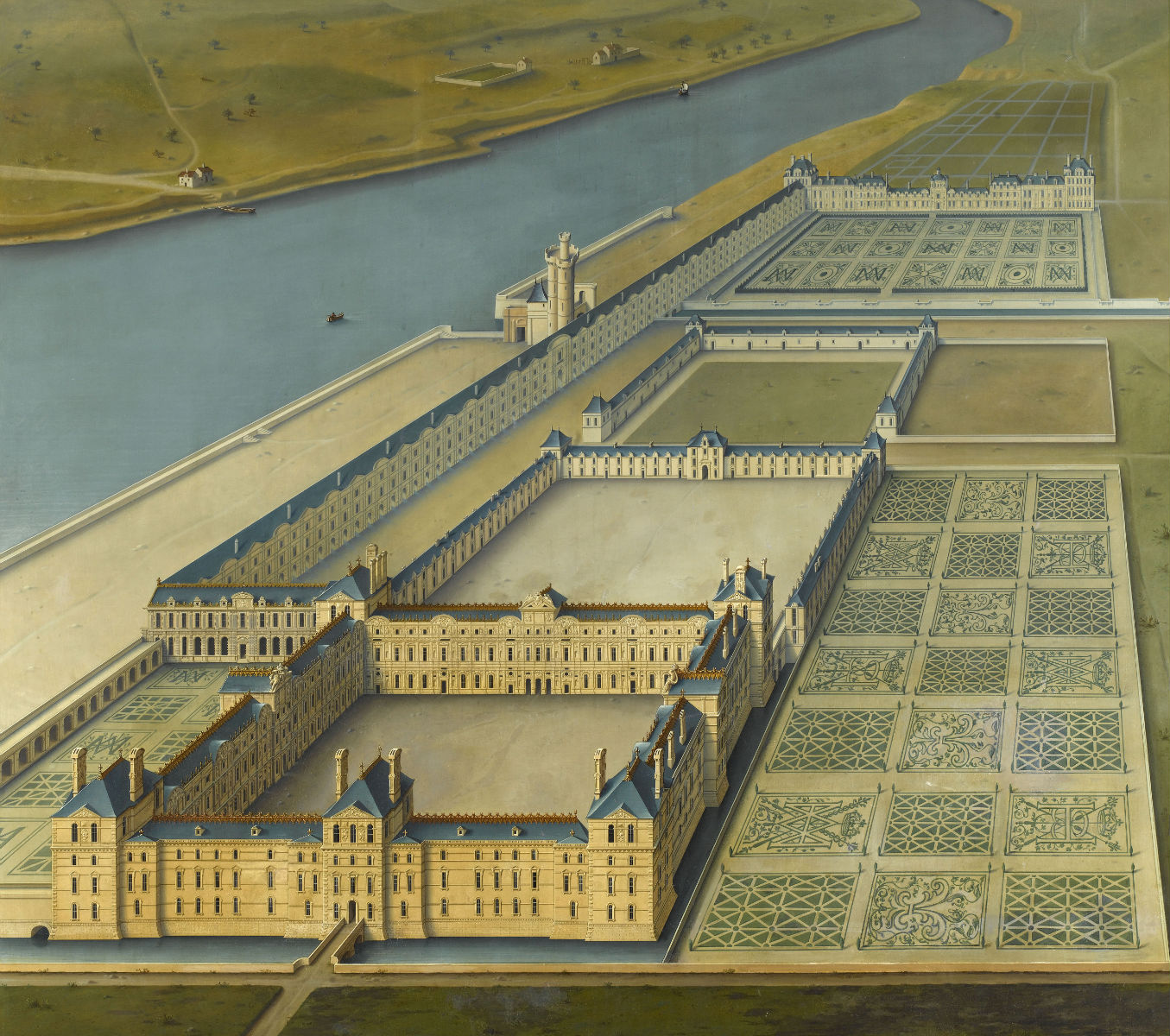
Le Grand dessein d’Henri IV : Le Palais du Louvre, par Louis Poisson dans la Galerie des Cerfs de Fontainebleau (1600-1615).

C’est dans ce contexte de prospérité retrouvée, que se développe la seconde École de Fontainebleau. La continuité avec la première équipe est d'autant plus sensible que la seconde s'inscrit également dans le courant international du maniérisme, d'où la dénomination commune. Mais à l'inspiration parmesane qui dominait avec le Primatice font place des influences plus mêlées. Les Italiens n'y jouent d'ailleurs plus le premier rôle car ce sont bien les Français qui occupent désormais les postes de direction. Si l'on se tourne encore volontiers vers le Primatice, le Rosso ou Nicolò Dell'Abate, dont on apprécie la couleur et les tendances « modernes » de leurs paysages et de leurs scènes de genre, l'inspiration générale a changé : l'apport flamand, devenu essentiel, amène une interprétation plus personnelle de la peinture, qui associe aux formules maniéristes des éléments d'un réalisme souvent proche de la caricature : Toussaint Dubreuil, Ambroise Dubois ou Martin Fréminet sont aujourd'hui considérés comme les principaux maîtres de ce mouvement.
Durant tout le règne d'Henri IV, ces artistes n'ont de cesse de vouloir renouveler le style décoratif français, profitant des opportunités offertes par la reprise des chantiers royaux. Pour mener à bien leur recherche, la nouvelle équipe n'hésite pas à puiser autant aux sources de l'art de Fontainebleau, que chez les Flamands italianisants contemporains, amenant ainsi plusieurs distorsions dans leurs emprunts. C'est ainsi que le flamand Ambroise Dubois et le français Toussaint Dubreuil (prématurément disparu en 1602) synthétisent leurs apports par des compositions aux distorsions fantaisistes et aux nus érotiques, par un style brillant et éclectique. Pour autant la flamme semble bien éteinte et les confusions d’espace et d’échelle dans la plupart des compositions masquent la pauvreté de l’imagination et du style.
À la différence de la Première École de Fontainebleau, aucun artiste français de la seconde génération, n'atteint la valeur et le charisme du Rosso ou du Primatice. Malgré sa volonté d'indépendance et de renouveau, cette école reste trop souvent attirée par les éléments voyants et fantastiques des modèles italiens, caractérisés par des perspectives extrêmes et une palette outrée et acidulée ; trop d’œuvres sombrent alors dans une formule confuse et un érotisme évident, signes d’une compréhension superficielle de l’art de la Renaissance tardive.
Si la Seconde école de Fontainebleau réunit des artistes français tels que Jacob Bunel, Guillaume Dumée, Gabriel Honnet ou le déjà baroque Martin Fréminet, pour réaliser les décors des résidences royales, seul Antoine Caron impressionne par son art de cour extrêmement sophistiqué. Ses tableaux ressemblent étrangement à de gigantesques ballets, inspirés sans doute des divertissements préférés de la cour de Catherine de Médicis, son principal mécène.

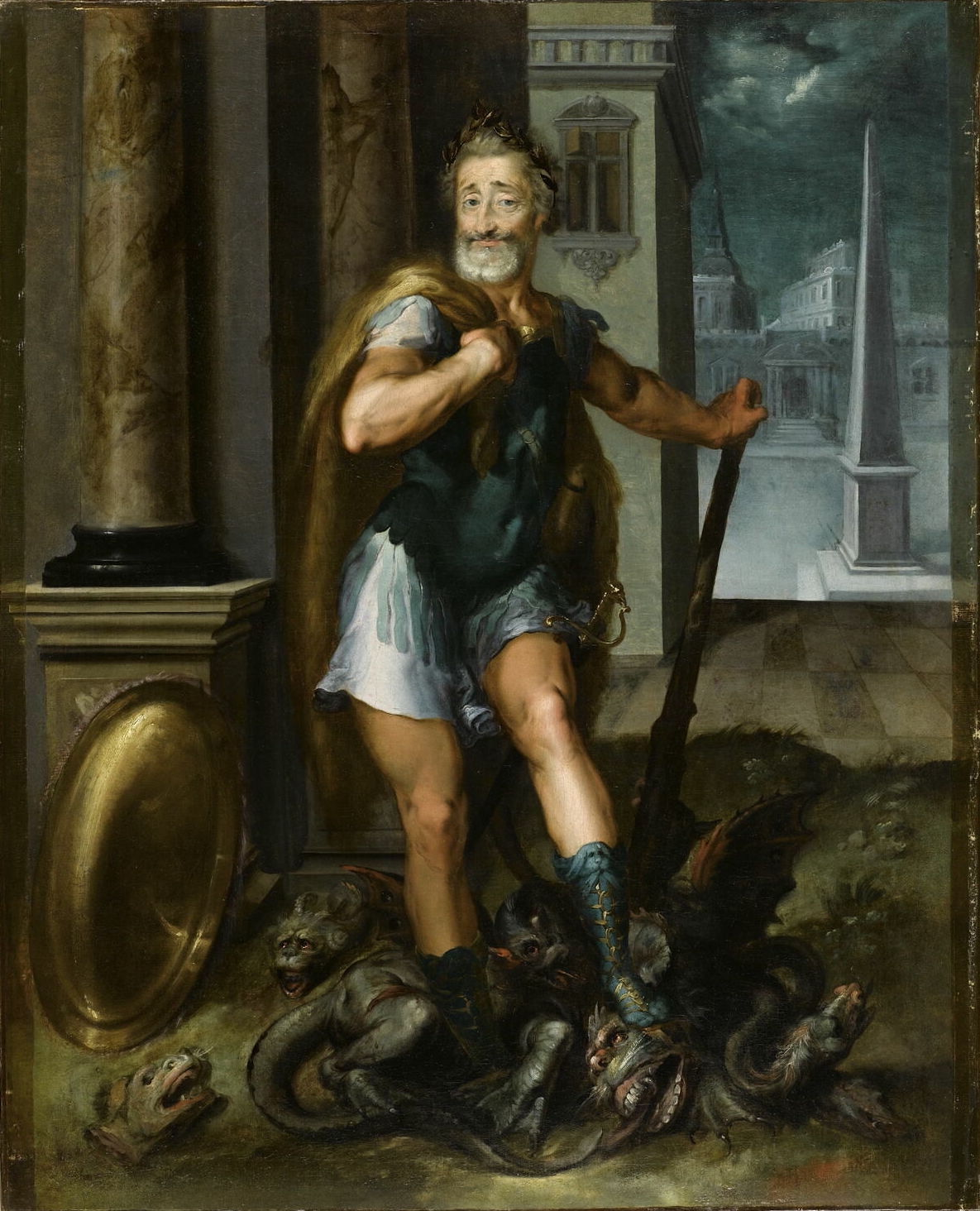
Henri IV en Hercule terrassant l'hydre de Lerne, entourage de Toussaint Dubreuil (vers 1600, musée du Louvre).

Désormais moins focalisées sur les sujets mythologiques ou allégoriques, inspirés de l'Antiquité, la Seconde école de Fontainebleau se tourne plus volontiers vers les thèmes romanesques et littéraires issus des chansons du Tasse et de l'Arioste : Les sujets tirés de la Jérusalem délivrée ou de la Franciade connaissent alors un succès retentissant. Pour autant, les thèmes religieux restent toujours aussi prisés, car souvent liés à des commandes prestigieuses, parfaitement illustrées dans le décor déjà baroque de la chapelle de la Trinité réalisée par Fréminet, comme une nouvelle « Sixtine Française » du XVIIe siècle.
Par la somptuosité de ses décors, le château de Fontainebleau, redevient pour un temps un centre artistique majeur ajoutant au rayonnement de la nouvelle dynastie ; Les échanges entre l'art proprement parisien et l'art bellifontain semblent alors s'intensifier.
Pour autant, les liens qui unissent la France d’Henri IV et de Marie de Médicis aux grands centres artistiques européens, permet à cette nouvelle équipe bellifontaine de se placer dans un cadre plus large, en connexion avec Florence, Anvers ou encore Nancy, dont le centre artistique brillant est dominé par Jacques Bellange (mort en 1616) mais dont le style s'alourdit inexorablement sous l'influence de Jean de Hoey et de Jérôme Franck.
Si de nombreuses œuvres d'artistes de la Seconde école de Fontainebleau ont malheureusement disparu, la conservation au château d’Ancy-le-Franc, d’un vaste ensemble de décors, se rattachant à la fois à la première et à la seconde école de Fontainebleau, en fait aujourd'hui l'un des témoins majeurs de la production picturale française de la Renaissance.
En conclusion, le célèbre tableau représentant Gabrielle d'Estrées et une de ses sœurs, résume parfaitement les caractéristiques de la peinture française de la cour royale de l'époque, mêlant sensualité, fraîcheur des couleurs et influence de la peinture italienne de la Renaissance. En se distinguant des maîtres de la première école, par une couleur plus chaude et plus contrastée, l'art de ces peintres encore pétri des modèles du premier maniérisme italien, a joué un rôle indéniable de transition avec l'art parisien du début du XVIIe siècle, en exprimant autant les tendances nouvelles du Classicisme que celles du Baroque.
Malgré tout, l'éclat des œuvres de la Première école est tel que des maîtres comme Primatice et Nicolò dell'Abbate, continuent d'exercer une influence déterminante durant toute la période : ils resteront d'ailleurs une référence majeure au XVIIe siècle pour des classiques comme Laurent de La Hyre, Jacques Blanchard, Lubin Baugin, et même les Frères Le Nain.

## Œuvres d'artistes anonymes
- Le Rapt d'Hélène, v. 1530, huile sur toile, 156 × 189 cm, Bowes Museum, Barnard Castle[11]
- Diane chasseresse, 1550-1560, toile, 191 × 132 cm, musée du Louvre[12]
- La Charité, v. 1560, toile, 147 × 97 cm, musée du Louvre[12]
- Femme à sa toilette, v. 1580, musée des beaux-arts de Dijon[13]
- Gabrielle d'Estrées et la duchesse de Villars ou Femmes au bain, 1594, Paris, musée du Louvre